# TV Asia
TV Asia foi o primeiro canal de televisão asiático fundado na Grã-Bretanha, no ano de 1990.